# Plot
De plot (uit het Engels) is het plan, de structuur van een verhaal met alle verwikkelingen en causale verbanden daarbinnen. Het is als een geraamte waaraan de vertelling van een boek, toneelstuk, computerspel of film wordt opgehangen.  Als het gaat om een chronologische opsomming van handelingen en van wat er gebeurt, dan gaat het om een verhaallijn. Een verwante term is synopsis, een samenvatting van de belangrijkste punten van een geschreven werk.

## Ontwikkeling van de plot
De plot ontwikkelt zich als opeenvolging van gebeurtenissen in een verhaal waarbij elke gebeurtenis een andere veroorzaakt of ertoe leidt. Hierbij gaat het niet om ongerelateerde, toevallige gebeurtenissen: de gebeurtenissen houden verband met het conflict, de worsteling die de protagonist doormaakt om zijn dramatisch doel te bereiken. 
Gewoonlijk begint een vertelling met de expositie, waarin de belangrijkste personages worden geïntroduceerd binnen een bepaalde setting en situatie. Daarna wordt de plot verder ontwikkeld, via actie en dialogen. De schrijver of scenarist maakt in de structuur en evolutie van zijn verhaal ook vaak gebruik van plotpoints, punten die in het verhaal belangrijk zullen blijken te zijn.

## Beschrijving van de plot
De plot is meestal verborgen, vooral in detectives, om de lezer, luisteraar of kijker in het ongewisse te laten over te verwikkelingen in het verhaal. In het voorbeeld van de detective zal er aan het einde van het werk een opeenvolging van verwarringen worden ontknoopt om een snel en verrassend plot bloot te leggen. 
Een plot van een boek, film of toneelstuk kan echter ook worden beschreven met de bedoeling om expliciet te maken hoe de acties van de personages het verhaal sturen. Alleen de handelingen en gebeurtenissen die van belang zijn voor de opbouw van het verhaal worden hierbij beschreven. 

## Verwante termen
Een verwante term is synopsis, een beknopte inhoud van een verhaal ten behoeve van de producer, waarbij evenmin dialogen worden weergegeven. Bij een strakke, sobere beschrijving van een verhaal waarbij de structuur expliciet wordt gemaakt, verdient de term plot de voorkeur. Bij een meer uitvoerige beschrijving kan bijvoorbeeld worden gekozen voor inhoud, samenvatting, verhaal of synopsis. De term treatment is alleen gebruikelijk bij scenario's.
Soms wordt er onderscheid gemaakt tussen plot voor de structuur van de tekst en intrige als het plan van een of meer personages om iemand te dwarsbomen. Intrige is in dat geval een onderdeel van de plot.